# Arycanda monochrias
Arycanda monochrias là một loài bướm đêm trong họ Geometridae.